# LacusCurtius
LacusCurtius é uma biblioteca digital que reúne, em um site de internet, colecções digitalizadas de recursos e materiais humanísticos online, incidindo principalmente sobre a Roma Antiga. O site, criado e mantido por Bill Thayer, está actualmente hospedado em um servidor da Universidade de Chicago.
A primeira publicação online remonta ao 26 de agosto 1997. Em janeiro de 2008 tinha sido atingida em 2779 páginas, 690 fotografias, 675 desenhos e gravuras, 118 plantas e 66 mapas.

## Recursos

### Antiguidade
Principais recursos incluem:
- um número de textos latinos, em geral na língua original, acompanhados de tradução Inglês[3];
- Textos gregos em tradução Inglês[3];
- Smith's Dictionary of Greek and Roman Antiquities[3];
- A Topographical Dictionary of Ancient Rome de Samuel Ball Platner[3];
- John Bagnell Bury, History of the Later Roman Empire[3];
- ;varie opere secondarie, principalmente su Roma e la Britannia romana vários fontes secundárias, principalmente em Roma e Britânia[3]
- um inventário fotográfico das ruínas romanas de Itália central[3].

## Notebook da Úmbria
Adjacente ao site, apesar de não lidar com a maior parte de antiguidade, não existe um notebook da Úmbria que, em janeiro de 2008, que chegou mais de 500 páginas e mais de 1200 fotos: comuna - bem como fracções - e as igrejas na região. 